# Дулово
Дулово — село в Буштинській селищній громаді Тячівського районуЗакарпатської області України.
В південній околиці Дулового, на горі Дулове — городище давньоруського часу
У 1428 році вперше було згадано як Dwlfalua і у 1485 році як Dulfalw. Село було побудовано близько 1400 року.
У середньвіччі селом володіла сімя Dulfalvai.
У 1696 році власником села була сім'я Kövesligeti.
Також в селі було збудовано і відкрито музей герою Радянського Союзу — Степану Миколайовичу Вайді.

## Населення

### Мова
Розподіл населення за рідною мовою за даними перепису 2001 року:
| Мова       | Кількість | Відсоток |
| ---------- | --------- | -------- |
| українська | 2411      | 99.63%   |
| російська  | 9         | 0.37%    |
| Усього     | 2420      | 100%     |

## Храми
Церква св. матері Параскеви. 1742.
У 1751 р. про церкву записано, що вона
«дерев'яна, шинґлями крита, з вежею, недавно перед 9 роками поставлена і добрі не докінчена, благословенна від архіпресбитера дрогобратовського Іоанна Стойки.
Доста красними образами украшена… Свіщники два мідяні… Книги церковні всі крім Трифологія. Замок желізний. Посвященна св. Параскевії. Доходки ніякі. Цинтар плотом загорожений».
У 1924 р. в Дулові за 400 000 корон споруджено муровану православну церкву св. Трійці. Дерев'яну готичну церкву, що була чудовим зразком марамороської готики, перевезено переселенцями в 1946 р. в село Червоне на Ужгородщині. Займався перевезенням на машинах та возах тодішній куратор Юрій Сокол. На жаль, церква не була відтворена на новому місці. З дерева церкви збудували молитовний дім без вежі, щоб не було помітно, бо будівництво церков уже заборонила радянська влада.
У 1992 р. довкола дерев'яної споруди змуровано нову православну церкву, а дерев'яну розібрано. Частини старих дубових брусів дотепер зберігаються у дворі фари.
Дерев'яна двоярусна каркасна дзвіниця, що залишилася в Дулові, була перенесена до мурованої православної церкви і згодом повністю перекрита бляхою.
Церква св. Трійці. 1924.
У 1929 р. 96 % мешканців села були православними. Спорудження мурованої церкви обійшлося в 400 тисяч чехословацьких корон.
Ікони до іконостаса намалював Іван Андрішко в 1969 р. Стару дерев'яну готичну перевезли церкву переселенці в село Червоне на Ужгородщині, а дерев'яну дзвіницю з трьома дзвонами перенесли до православної церкви в 1945 р.
Ужгородська фірма «Акорд» виготовила великий дзвін у 1927 p., а менший — у 1936. Найменший дзвін є найдавнішим і має у верхньому пояску напис по-латині: ANNO 1673 FUDIT MATH ULRICH IN EPPEPJENS.

## Географія
Через село тече річка Млиновиця, права притока Тереблі.

## Люди
- Ілько Іван Іванович (нар. 1938) — український художник.
- В селі народився і проживав відомий казкар — Михайло Михайлович Галиця, автор книги «Казки зелених гір».
- Степа́н Ва́йда — командир 2-го танкового батальйону Першої окремої чехословацької танкової бригади

## Туристичні місця
- храм св. матері Параскеви. 1742.
- музей герою Радянського Союзу - Степану Миколайовичу Вайді.
- храм св. Трійці. 1924.